# Junta Municipal de Distrito
Una Junta Municipal de Distrito (JMD) es un órgano de gobierno que se encarga de la administración de un barrio o distrito de determinadas ciudades españolas.
Sus competencias varían de una ciudad a otra, estando relacionadas generalmente con la organización de la participación ciudadana y la transmisión de las necesidades públicas al propio Ayuntamiento de la ciudad.
- Datos: Q3814115